# Ikan Tunabeis
Ikan Tunabeis is een bestuurslaag in het regentschap Belu van de provincie Oost-Nusa Tenggara, Indonesië. Ikan Tunabeis telt 1054 inwoners (volkstelling 2010).